# لویی لتریر
لویی لُتریر (فرانسوی: Louis Leterrier‎؛ زادهٔ ۱۷ ژوئن ۱۹۷۳) یک تهیه‌کننده و کارگردان اهل فرانسه است.
از فیلم‌ها یا برنامه‌های تلویزیونی که وی در آن نقش داشته‌است می‌توان به هالک شگفت‌انگیز (۲۰۰۸)، برخورد تایتان‌ها (۲۰۱۰) و اکنون مرا می‌بینی (۲۰۱۳) اشاره کرد.

## آثار کارگردانی
- ترانسپورتر (۲۰۰۲)
- رهاشده (۲۰۰۴)
- ترانسپورتر ۲ (۲۰۰۵)
- هالک شگفت‌انگیز (۲۰۰۸)
- برخورد تایتان‌ها (۲۰۱۰)
- اکنون مرا می‌بینی (۲۰۱۳)
- برادران گریمزبی (۲۰۱۶)
- بلور تاریک (۲۰۱۹)
- لوپن (۲۰۲۱)
- بازداشت (۲۰۲۲)
- سریع و خشمگین ۱۰ (۲۰۲۳)[۲]
- ۱۱۸۱۷ (۲۰۲۶)